# Гохштейн, Карл Яковлевич
Карл Яковлевич Гохште́йн (1908 — 1989) — советский инженер, разработчик средств связи. Лауреат Сталинской премии.

## Биография
Родился 10 ноября 1908 года в Радошковичи (ныне Минская область, Беларусь). По первой профессии столяр, в 1930—1933 годах учился на курсах радиотехников, затем до поступления в вуз (1937) работал на строительстве радиоузлов и одновременно без отрыва от производства учился на рабфаке.
Окончил Московский институт инженеров связи (1941).
Член ВКП(б) с 1942 года.
Призван в РККА Советским РВК Челябинска 27.12.1941, радиотехник батальона связи. Н
В 1946—1977 годах работал в НИИ-20 (НИЭМИ) (Москва): инженер, начальник сектора, зам. начальника отдела.
Разработчик электрических систем ПУАЗО.
Умер в 1989 году в Москве

## Признание
- Сталинская премия второй степени (1951) — за работы в приборостроении
- Почётный радист СССР (1967)
- медаль «За отвагу»
- орден Красной Звезды,
- два ордена Отечественной войны II степени.